# A latin nyelv használata a Magyar Királyságban
A latin nyelv a Magyar Királyság megalapításától fogva a nyelv 1844-es eltörléséig központi szerepet töltött be az ország politikai életében. A Magyar Királyságban a latin nyelv nemcsak a vallás és az oktatás nyelve volt, hanem az országgyűléseken, a közigazgatásban, a bíróságokon, vármegyékben, hivatalokban is használatos volt. A társadalom felsőbb rétegei, a natio Hungarica különböző nemzetiségű tagjai a hétköznapokban is használták, amennyiben ez indokolt volt.
A Magyar Királyság latinsága a középkorban alakult ki, amikor a latint a különböző országok felsőbb rétegei szélesebb körben használták, és különböző regionális változatai jöttek létre. A Magyar Királyságban használt latin a sajátos, megkülönböztetői jegyeit mindvégig, a nyelv eltörléséig magán viselte, emiatt az irodalmi latin nyelv egy módosult változatának, dialektusának tekinthető, amelynek használata során folyamatos változásokon ment keresztül a középkortól a 19. századig. Így, bár alaktanilag, mondattanilag megegyezett a rögzített, karbantartott európai latinnal, lexikailag és frazeológiailag rendkívül eltért attól, amit az európai műveltségi elit, a respublica litterarum tagjai használtak az újkorban.

## Eltérések a klasszikus normától
A reneszánsz humanisták igyekezték megtisztítani a latin nyelvet minden középkori befolyástól: a grammatikailag hibás nyelvhasználatot soloecismusnak, a nem klasszikus neologizmusokat barbarizmusoknak nevezték. Míg a klasszikus nyelvi ideál lebegett sok európai tudós és filozófus szeme előtt, addig a Magyar Királyság adminisztratív latin nyelvhasználata erről nem vett tudomást.
A Magyar Királyságban használt latin jellemzői: a szinonimák és homonimák sokasága, a formák bősége, a különböző értelmű szavak használata, az olasz nyelvhez hasonló analógiák használata, népetimológiák, különös szóösszetételek, megkettőzött igék, jelzők, a szuffixumok halmozása, mondatok, körülírások összevonása.
A nyelvtani hibák is jellemzőek erre a nyelvhasználatra: cultor (culter), publicanus (pelicanus), pantomia (pantomimia), respectiva (perspectiva), impetio (impetitio), automania (autonomia). Több szó más jelentést vett fel. A latinság e formájának több forrása van: héber, görög, klasszikus és középkori latin, olasz, francia, német, török, horvát, dalmát, lengyel, más szláv nyelvek, valamint  más nyelvek nemzetközi szavai.

### Szóképzés
A Magyar Királyságban használt latin nyelvre jellemző az idegen szavak latinosítása: banus (szláv ban, bán), prica (német die Pricke, orsóhal), hentelerus (hentellér), bladum (fr. blé), curuco (kuruc), byro (bíró).
További jellegzetessége a ragozás: az összes -are végződő ige, melynek nincsen a klasszikus nyelvben derivátuma, kap főnévi alakot, ilyenkor leginkább az -atio, -tor ragok kerülnek a szavak mögé. A szavak szemantikája is megváltozik, és újabb jelentésekkel bővül. Olasz hatásra (-enza) gyakran előfordul az -entia rag a magyarországi íróknál: inhabentia, cadentia, comedentia, carentia, restantia, animadvertentia, complacentia, incidentia, instantia, efflorescentia, deflorescentia.
Az összes klasszikus szóból származtatnak ragok segítségével újabb formákat (-tio, -tor, -trix). Minden melléknévből képezhető főnév az -itas rag segítségével, minden főnévből lehet melléknevet képezni az -alis, -arius, -osus ragokkal. Minden főnévből lehet képezni -are segítségével igéket, minden melléknévből olyan igéket, melyek -ficare végződésből képződnek. Minden főnévből, mely hivatalt vagy feladatot jelöl, az -atus raggal lehet az állapotot és státuszt kifejezni: iobagionatus, incendiaratus, evictoratus, familiariatus.
Az előtagok közül a leggyakoribb a neo- prefixum. Mivel a magyar nyelvben minden igéből lehet főnevet alkotni az -ás, -és raggal, minden főnévből melléknevet az -os, -i raggal, a legtöbb latin szó is hasonlóképpen viselkedik ebben a nyelvváltozatban. A főnévképző ragokat az -atio, -itas fejezi ki, a melléknévképző ragokat az -alis, -osus. Példák: modalitas, formalitas, caliginositas, certudinaliter, potentionaliter, consuetudinaliter, hungaricalis, obligatorialis.
Az olasz hatására egy-egy szónak több alakja fordul elő. A klasszikus nyelvben csak az acquirere fordul elő derivátum nélkül. Az olaszban viszont előfordulnak olyan alakok, mint: acquistare, acquisizione, acquistamento, acquisto, acquisito. A magyarországi latinságban hasonlóképpen: acquirere, acquisitio, acquisitor, acquisitrix, acquisitorius, acquisitonalis, acquisitius, acquisitum, acquisibilis, acquisitionalista, acquisibilitas, aciquisibilter. Továbbá: coacquisitor, coacquisitrix, coacquirere, coacquisitio, neoacquirere, neoacquisitio, neoacquisitorius, neoacquisticus.
A klasszikus nyelvben csak a descendere, és annak descensio alakja fordul elő. A honi latinságban condescensio derivátum is létezik. Az invalidus klasszikus szóból számos alak keletkezett: invalidare, invalidatio, invalidator, invalidatorius, invalidatorium, invalidabilis, invalidabiliter, invalidabilitas, invaliditas. A spanyol arendar igéből származnak az alábbi formák: arenda, arendare, arendator, arendatio, arendalis, arendatorius, arendatoria, arendatius, exarendare, exarendatio.
A másik jellemző képző az -iva: nunciativa, finitiva, plantativa, vivificativa, illuminativa, ostensiva, purgativa, contentiva, conservativa, provisiva.
A honi latinság magában foglal olyan görög eredetű képzőket, mint pl. -isare, -ista, -ismus: analysare, critisare, impressionalista, secessionista, socialista, optimismus, pessimismus, idealismus.

### Lexikai eltérések
| Honi latinság                   | Klasszikus latin                         | Jelentés                        |
| ------------------------------- | ---------------------------------------- | ------------------------------- |
| abaestimare                     | aestimare                                | felbecsül                       |
| abbreviare                      | notis compendariis uti                   | lerövidíteni                    |
| accentuare                      | cum accentu pronuntiare                  | hangsúlyozni                    |
| acceptatio                      | actus accipiendi                         | elfogadás                       |
| accordare                       | pacisci                                  | egyezkedni                      |
| accordium                       | pactio, conventum                        | egyesség                        |
| actia                           | pecunia collocata, syngrapha             | részvény                        |
| ambassaria                      | legatio                                  | követség                        |
| ambassiator                     | legatus                                  | követ                           |
| cambiare                        | permutare                                | cserélni, váltani               |
| camera                          | conclave, cella                          | szoba, kamra                    |
| cancellare                      | delere                                   | törölni                         |
| competentia                     | tribunal competens                       | illetékesség                    |
| competentia                     | certamen                                 | verseny                         |
| complete                        | plene, perfecte                          | teljesen                        |
| concentratio                    | actus in unum locum contrahendi, cogendi | központosítás                   |
| copia                           | descriptum, exemplum                     | másolat                         |
| copiare                         | exscribere, transscribere                | lemásolni                       |
| creditum                        | fide mutua data pecunia                  | hitel, hitelre adott pénz       |
| crisis                          | discrimen                                | válság                          |
| critisare                       | recensere                                | kritizál                        |
| debite                          | ut iustum est, ut decet                  | kellően                         |
| dentista                        | medicus dentium                          | fogorvos                        |
| Dominatio Vestra + E/3          | tu                                       | magázó megszólítás ("uraságod") |
| independentia                   | libertas                                 | függetlenség                    |
| indorsare                       | dorso inscribere                         | hátirattal ellátni              |
| ingeniarius                     | architectus                              | mérnök                          |
| ingenium                        | -                                        | motor                           |
| Minister negotiorum extraneorum | praefectus rerum extranearum             | külügyminiszter                 |
| planum                          | lineamentum                              | terv                            |
| resultatum                      | summa, exitus                            | eredmény                        |
| Status                          | ordines imperii / civitas                | karok és rendek / állam         |
| votum                           | suffragium                               | szavazat                        |

### Példák
| Honi latinság | Magyar szöveg (1840, eredeti) |
| --- | --- |
| 1. §. Utprimum in Civitate aut Oppido quopiam plures quam decem mercatores, fabricantes, aut socii communis quaestus causa coalescentes adfuerint, iidem Corporationem mercantilem formare, et in hanc alios etiam in eodem Comitatu habitantes mercatores, fabricantes et socios communis acquisitionis causa coalescentes recipere, pro negotiorum suorum coordinatione, cassarum manipulatione et Proxenetarum superinspectione Deputationem et Praesidem votorum pluralitate eligere poterunt. Observatur interim, quod consimiles Corporationes mercantiles veri nominis negotiatorem improtocollatum, si ille Corporationem ingredi vult, et qua Corporationis membrum ad satisfaciendum obligationibus suis semet promptum declarat, excludere non possint. | 1. §. Mihelyt valamelly városban vagy mezővárosban több mint tíz kereskedő gyártó vagy közkereseti tagtárs létez, ezek kereskedői testületet alakíthatnak, ’s abba más ugyanazon megyében lakó kereskedőket, gyártókat és közkereseti tagtársakat is bevehetnek, és ügyeik elintézésére, pénztárok kezelésére ’s az alkuszok feletti vigyázatra választmányt ’s elnököt szótöbbséggel választhatnak; megjegyeztetik azonban: hogy az illy kereskedői testületek valóságos bejegyzett kereskedőt, ha az a’ testületbe lépni akar, ’s mint testületi tag kötelességeit teljesíteni késznek nyilatkozik, a’ felvételtől el nem zárhatnak. |